# Чернавка (приток Угры)
Чернавка — река в России, протекает в Дорогобужском районе Смоленской области. Левый приток Угры. Вдоль течения реки расположены населенные пункты Ушаковского сельского поселения деревни Городок, Немерзь, Лепешки.

## География
Река Чернавка берёт начало в болотах севернее деревни Лепешки. Устье реки находится в 347 км по левому берегу реки Угра. Длина реки составляет 12 км.

## Данные водного реестра
По данным государственного водного реестра России относится к Окскому бассейновому округу, водохозяйственный участок реки — Угра от истока и до устья, речной подбассейн реки — Бассейны притоков Оки до впадения Мокши. Речной бассейн реки — Ока.
По данным геоинформационной системы водохозяйственного районирования территории РФ, подготовленной Федеральным агентством водных ресурсов:
- Код водного объекта в государственном водном реестре — 09010100412110000020576
- Код по гидрологической изученности (ГИ) — 110002057
- Код бассейна — 09.01.01.004
- Номер тома по ГИ — 10
- Выпуск по ГИ — 0

### Притоки (км от устья)
- 5.4 км: река Беляевка (лв)